# Revolució lliberal de Porto
La Revolució de Porto, també anomenada Revolució Lliberal de Porto, fou un moviment de tarannà lliberal que esclatà el 24 d'agost del 1820 a la ciutat de Porto i va tenir repercussions tant en la història de Portugal com en la de Brasil. El moviment va acabar amb el retorn (1821) de la Cort portuguesa, que es traslladà a Brasil durant la Guerra del Francés, i amb la fi de l'absolutisme a Portugal, amb la ratificació de la primera Constitució portuguesa (1822).

## Antecedents
La invasió de Portugal per les tropes napoleòniques, el 1807, provocà el trasllat de la cort al Brasil (1808-1821). Tot i que les tropes de Napoleó foren batudes amb l'ajut de tropes britàniques, el país es va veure en una posició molt fràgil: sense cort al país i en la condició de protectorat.
La signatura del Decret d'Obertura dels Ports a les Nacions Amigues, que en la pràctica significava la fi del "pacte colonial" i, més tard, dels tractats de 1810, garantint privilegis aranzelaris als productes britànics a les duanes portugueses, enfonsà el comerç de ciutats com Porto i Lisboa en una profunda crisi, de la qual es ressentia la classe burgesa.
El control britànic de les forces militars també implicava un profund malestar entre els oficials de l'Exèrcit Portugués.

### La conspiració de Lisboa (1817)
Alliberat Portugal de l'ocupació de les tropes franceses, i després de la derrota definitiva de Napoleó Bonaparte (1815), es forma a Lisboa el "Suprem Consell Regenerador de Portugal i de l'Algarve", integrat per oficials de l'Exèrcit i maçons, per tal d'expulsar els britànics del control militar de Portugal.
Aquest moviment, liderat pel general Gomes Freire de Andrade, durant el seu breu període d'existència, planificà la introducció del liberalisme a Portugal, tot i que sense aconseguir-ho.
Denunciat el maig de 1817, la repressió va dur a la presó molts sospitosos, entre els quals el general Gomes Freire de Andrade, Gran mestre del Gran Orient Lusità (1815-1817), acusat de líder de la conspiració contra la monarquia de Joan VI, a Portugal continental representada per la Regència, llavors sota el govern militar britànic de William Carr Beresford.
A l'octubre de 1817, el tribunal considerà culpables de traïció a la pàtria i sentencià a mort a la forca, dotze acusats. Les execucions de José Ribeiro Pinto, del major José da Fonseca Neves, de Maximiano Dias Ribeiro (tots maçons), i de José Joaquim Pinto da Silva, del major José Campello de Miranda, del coronel Manuel Monteiro de Carvalho, d'Henrique José Garcia de Moraes, d'António Cabral Calheiros Furtado de Lemos, de Manuel Inácio de Figueiredo i Pedro Ricardo de Figueiró (possiblement maçons), succeïren el dia 18, al Camp de Santana (hui Camp dels Màrtirs de la Pàtria). El general Gomes Freire de Andrade, fou executat el mateix dia, al Fort de Sâo Julião da Barra.
Aquest procediment de la Regència i de Lord Beresford, comandant en cap britànic de l'Exèrcit portugués i regent de fet del Regne de Portugal, provocà protestes i intensificà la irritació antibritànica entre els lliberals.
Després del judici i execució dels acusats, el general Beresford anà al Brasil per demanar al sobirà més recursos i poders per reprimir el jacobinisme. En la seua absència, esclatà la Revolució de Porto (24 d'agost del 1820), de manera que, quan tornà de Brasil aquell any, on aconseguí del sobirà els poders demanats, no pogué desembarcar a Lisboa.

### ElSinédrio
Mentrestant, a Porto, Manuel Fernandes Tomás va fundar l'anomenat "Sinédrio". Integrat per maçons, pretenia encendre la revolta i l'adhesió en l'Exèrcit Portugués.
Aprofitant l'absència de Beresford a Brasil, el Sinédrio captà alguns militars perquè materialitzassen el seu projecte revolucionari.

### La Revolució de 1820 a l'estat espanyol
A gener del 1820 una revolució esclatà a l'estat espanyol, que restaurà, al març, la Constitució de Cadis (1812), que havia estat "revocada" i anul·lada al 1814. D'aleshores ençà, es va feu un poderós propagandista de les idees lliberals en els mitjans que a Portugal començaven a prendre alguna visibilitat.

## L'aixecament a Porto
El moviment articulat a Porto per Sinédrio esclatà el 24 d'agost del 1820. Encara de matinada, grups militars es van dirigir al camp de Santo Ovídio (actual plaça de la República) on van formar en parada, van escoltar missa i una salva d'artilleria anuncià públicament l'aixecament. A les vuit del matí, els revolucionaris s'aplegaren en les dependències de la Cambra Municipal, on van constituir la "Junta Provisional del Govern Suprem del Regne", integrada per:
- Brigader António da Silveira Pinto da Fonseca - president;
- Coronel Sebastião Drago Valente de Brito Cabreira - vicepresident;
- Luís Pedro de Andrade i Brederode - vocal representant del clero;
- Pedro Leite Pereira de Melo - vocal representant de la noblesa;
- Francisco de Sousa Cirne de Madureira - vocal representant de la noblesa;
- Jutge Manuel Fernandes Tomás - vocal representant de la magistratura
- Fr. Francisco de Sâo Luís - vocal representant de la universitat;
- João da Cunha Sotto Major - vocal representant de la província del Minho;
- José Maria Xavier de Araújo - vocal representant de la província del Minho;
- José de Melo i Castro de Abreu - vocal representant de la província de Beira;
- Roque Ribeiro de Abranches Castelo Branco - vocal representant de la província de Beira;
- José Joaquim Ribeiro de Moura - vocal representant de la província de Trás-os-Montes;
- José Manuel Ferreira de Sousa i Castro - vocal representant de la província de Trás-os-Montes;
- Francisco José de Barros Lima - vocal representant del comerç;
- Coronel Bernardo Correia de Castro i Sepúlveda - vocal nomenat després de constituir-se la Junta, però el mateix dia 24;
- José Ferreira Borges - secretari amb vot en les deliberacions;
- José da Silva Carvalho - secretari amb vot en les deliberacions;
- Francisco Gomes da Silva - secretari amb vot en les deliberacions.

Manuel Fernandes Tomás fou el redactor del Manifest als portuguesos, en què es donaven a conéixer a la nació els objectius del moviment.
El moviment tenia el suport de gairebé totes les capes socials: el clergat, la noblesa, l'Exèrcit Portugués i la població en general. Entre les reivindicacions, exigia convocar les Corts per elaborar una constitució per al país, defensant l'autoritat règia i els drets dels portuguesos. També pretenia:
- l'immediat retorn de la Cort a Portugal, per restaurar la dignitat de l'antiga metròpoli, desplaçada al Brasil; i
- la restauració de l'exclusivitat del comerç amb Brasil (reinstauració del Pacte colonial).

### El moviment a Lisboa
La revolució s'estengué ràpidament, sense resistència, cap a altres centres urbans del país, i es consolidà amb l'adhesió de Lisboa.
Ací, el 15 de setembre de 1820, un moviment d'oficials subalterns, dirigit pel tinent Aurélio José de Moraes, amb el suport de la burgesia i del poble, deposà els Regents i constituí un govern interí.
Finalment, el 28 de setembre, tots dos governs, de Porto i de Lisboa, s'uniren en una única "Junta Provisional del Suprem Govern del Regne", per organitzar les eleccions a Corts.

## Conseqüències
Les Corts es reuniren a gener del 1821. Mentre la Carta Magna s'estava redactant, entrà en vigor una constitució provisional, que seguia el model espanyol però que era prou innovadora per a l'època.
També al 1821, la Cort torna Portugal, tret de D. Pedro de Alcântara, que roman al Brasil com a príncep regent.
Davant el progressiu augment de la pressió de les Corts per recolonitzar Brasil, aquest va proclamar la seua independència el 7 de setembre de 1822.
El 23 de setembre de 1822 es jura la primera Constitució portuguesa.